# Joe Greene (Footballspieler)
Charles Edward „Mean Joe“ Greene (* 24. September 1946 in Elgin, Texas) ist ein ehemaliger US-amerikanischer American-Football-Spieler auf der Position des Defensive Tackles. Er spielte für die Pittsburgh Steelers in der National Football League (NFL).

## Jugend
Joe Greene wurde in Elgin geboren, wuchs allerdings in Temple, Texas, auf. Seine Mutter war alleinerziehend. Er besuchte in Temple die High School und fiel durch seine Körpergröße von 190 cm auf. Bereits auf der High School spielte er Football. Nach seinem Schulabschluss studierte er an der University of North Texas.

## Spielerlaufbahn

### Collegekarriere
Charles Greene studierte von 1966 bis 1968 an der University of North Texas. Der 193 cm große Greene spielte als Defensive Tackle in der dortigen Collegemannschaft, den North Texas Mean Green. Im Jahr 1967 gewann er mit seinem Team die Conference-Meisterschaft. 1968 wurde er aufgrund seiner sportlichen Leistungen zum All American gewählt und spielte im East-West Shrine Game, einem Auswahlspiel der besten College-Football-Spieler.

### Profikarriere
Im Jahr 1969 hatte Chuck Noll das Traineramt bei den Pittsburgh Steelers übernommen. Die Steelers waren in den Vorjahren eine der schlechtesten Mannschaften der NFL gewesen. Sie drafteten im Jahr 1969 Joe Greene in der ersten Runde an vierter Stelle. Greene wurde in seinem ersten Spieljahr zum NFL Defensive Rookie of the Year gewählt, seine Mannschaft hingegen war nicht erfolgreich. Das Team gewann nur eines von 14 Spielen. Die Erfolglosigkeit der Mannschaft hielt nicht lange an. In den nächsten Jahren wurden zahlreiche erfolgversprechende Nachwuchsspieler, wie Jack Ham, Lynn Swann, Mel Blount oder John Stallworth verpflichtet, die Steelers entwickelten sich zu einem Spitzenteam in der NFL. Greene wurde als Defensive Tackle eingesetzt, die Defensive Line der Steelers sollte sich durch ihre Leistungen einen legendären Ruf erwerben und als „Steel Curtain“ (deutsch Stahlvorhang, als verschärfte Form von Iron Curtain, dem Eisernen Vorhang) in die Geschichte der NFL eingehen.
Nachdem Greene mit seinem Team in den Jahren 1972 und 1973 in die Play-offs einziehen konnte, aber jeweils nicht zu Meisterehren kam, gelang im Jahr 1974 der erste große Erfolg. Die Steelers hatten im AFC Championship Game die von John Madden betreuten Oakland Raiders mit 24:13 besiegt und waren dadurch in den Super Bowl IX eingezogen. Greene konnte im Spiel gegen die Raiders deren Quarterback Ken Stabler hinter der Line of Scrimmage zu Fall bringen und so zum Erfolg seiner Mannschaft beitragen. Er und sein Team gewannen den Super Bowl danach gegen die Minnesota Vikings mit 16:6. Greene konnte in dem Spiel einen Pass von Quarterback Fran Tarkenton abfangen. Im folgenden Jahr gelang Greene mit dem Team aus Pittsburgh die Titelverteidigung. Im AFC Championship Game wurden erneut die Raiders bezwungen, diesmal mit 16:10. Gegner im anschließenden Super Bowl X waren die von Tom Landry trainierten Dallas Cowboys, die sich den Steelers mit 21:17 geschlagen geben mussten.
Auch in den folgenden Jahren blieben die Steelers ein Spitzenteam in der NFL. 1978 konnte Joe Greene seinen dritten Super Bowl gewinnen. Die Steelers mussten sich im AFC Championship Game mit den Houston Oilers auseinandersetzen, die allerdings bei ihrer 34:5-Niederlage keine Chance gegen die Mannschaft von Greene hatten. Greene konnte in dem Spiel erneut eine Interception erzielen. Sein Team traf im Super Bowl XIII erneut auf die Cowboys. Der Defense um Jack Ham, Mel Blount und Greene gelang es in dem Spiel, den Quarterback der Mannschaft aus Dallas Roger Staubach bis Mitte des vierten Spielviertels unter Kontrolle zu halten. Greene erzielte dabei einen Sack gegen Staubach. Die Steelers führten bis dahin mit 35:17 und sahen bereits wie der sichere Sieger aus. Staubach konnte allerdings innerhalb kürzester Zeit noch zwei Touchdownpässe werfen, die letztendlich aber nichts mehr an der 35:31-Niederlage seiner Mannschaft änderten. 1979 feierte Joe Greene dann den vierten Super-Bowl-Erfolg. Im AFC Meisterschaftsspiel traf er mit seiner Mannschaft wiederum auf die Oilers, die mit einer 27:13-Niederlage den Platz verlassen mussten. Die Los Angeles Rams waren diesmal der Kontrahent im Super Bowl XIV und mussten sich mit 31:19 den Steelers geschlagen geben.
Joe Greene beendete 1981 seine Spielerlaufbahn.

## Nach der Spielerlaufbahn
Greene arbeitete zunächst ab 1982 für ein Jahr als Fernsehmoderator für CBS. Im Jahr 1987 nahm er ein Angebot von Noll an und wurde Assistenztrainer bei den Steelers. Dieselbe Funktion nahm er auch von 1992 bis 1995 bei den Miami Dolphins und von 1996 bis 2003 bei den Arizona Cardinals wahr. Im Jahr 2004 kehrte er zu den Steelers zurück und wurde Assistent des Personalbüros und war verantwortlich für die Spielerangelegenheiten. In dieser Zeit gewannen die Steelers den Super Bowl XL und den Super Bowl XLIII. Bereits während seiner Spielerlaufbahn trat Greene immer wieder in Nebenrollen in Hollywood-Filmen und Fernsehproduktionen auf.

## Familiäres
Greene ist verheiratet und hat drei Kinder. Er lebte heute in Flower Mound, Texas.

## Ehrungen
„Mean Joe“ Greene spielte zehnmal im Pro Bowl, dem Abschlussspiel der besten Spieler einer Saison. Er wurde achtmal zum All-Pro, zweimal zum NFL Defensive Player of the Year und 1969 zum NFL Defensive Rookie of the Year gewählt. Er ist Mitglied im NFL 75th Anniversary All-Time Team, im NFL 1970s All-Decade Team, in der Texas Sports Hall of Fame, in der East-West Shrine Game Hall of Fame und in der Pro Football Hall of Fame, sowie in der College Football Hall of Fame. Seine Rückennummer 75 wird an seinem College und bei den Pittsburgh Steelers nicht mehr vergeben. Die Steelers nahmen seine Nummer offiziell im Heimspiel gegen die Baltimore Ravens, am 2. November 2014, aus dem Verkehr. Im Jahr 1979 erhielt er den NFL Man of the Year Award. Im Jahr 1999 setzte ihn die Zeitschrift The Sporting News auf Platz 14 der 100 besten Footballspieler aller Zeiten. Sein Spitzname „Mean Joe“ wurde ihm von den Fans der Pittsburgh Steelers in Anspielung auf den Namen seiner Collegemannschaft verliehen.